# Monografia
Una monografia (del grec clàssic, "un escriptor" o "escrit únic") és un treball d'escriptura sobre tema concret. La monografia és a un document que tracta una temàtica en particular fent servir diverses fonts compilades i processades per un o diversos autors. Una monografia generalment té diversos punts de vista sobre el tema tractat, i també pot estar influenciada per les arrels culturals de l'autor, aconseguint així una riquesa més gran (i clarament diferent) que si es prengués la informació d'una enciclopèdia, per exemple. És per aquesta raó, que si bé la diversitat cultural trobada en els continguts resulta molt atractiva, també s'aconsella prendre-la com una font d'informació addicional a altres tipus de bibliografia. Hom parla de monografia científica quan tracta de temes concernents a la ciència, de monografia periodística és aquella que parla temes de filosofia i ètica generalment o monografia general quan reflecteix qualsevol tema que pugui ser d'interès, i el seu contingut pot variar.

## Definició
Segons la norma ISO-5127-2 (Proyecto de norma española PNE 50-113/2): “publicació monogràfica és aquella que conté text, il·lustracions o les dues coses en una forma literalment llegible, que es presenta completa en un sol volum o ha de ser complementada en un nombre indefinit de volums, i conté un estudi detallat i complet d'una matèria determinada des del punt de vista del contingut”. Segons Martín Vega (1995): “És un estudi específic sobre un tema concret dins una disciplina o matèria, que esgota el tema en si mateix, és a dir, que no té propòsit de continuació, i imprès en un o molt pocs volums”.
Les monografies són estudis específics d'una part de la ciència, una disciplina o un tema, en qualsevol tipus de suport, concebuts d'acord amb el pla intel·lectual de l'autor o autors.

## Suports
El suport tradicional del llibre és el format imprès en què informació i suport s'identifiquen. Actualment, amb els nous entorns digitals sorgeixen formats nous, el llibre electrònic o digital, amb possibilitat de fragmentació per parts o capítols accessibles des d'Internet. Malgrat que la Xarxa s'ha anat poblant de llibres digitals, les estadístiques mostren que el llibre es continua comercialitzant i llegint en format paper.